# Tetrameristaceae
Famille
Classification APG III (2009)
Les Tetrameristaceae (les Tétraméristacées en français) sont une famille de plantes à fleurs dicotylédones qui comprend 3 espèces réparties en 3 genres.
Ce sont des arbres des régions tropicales, à feuilles alternes et à inflorescences en ombelles, originaires de Malaisie (Tetramerista) et d'Amérique du Sud (Pentamerista).

## Étymologie
Le nom vient du genre type Tetramerista, composé des mots grecs τετρα / tétra, quatre et μέρος / meros, partie, se référant aux fleurs à quatre parties de ce genre. 
Les deux autres genres de cette famille, Pelliciera et Pentamerista, sont pentamères (en cinq parties).

## Classification
La classification phylogénétique APG II (2003) situe cette famille dans l'ordre des Ericales et propose d'y inclure, optionnellement, la famille des Pelliciéracées.
En classification phylogénétique APG III (2009), qui n'a jamais recours à des familles optionnelles, cette famille est reconnue et inclut la famille Pellicieraceae, et donc les espèces du genre Pelliciera qui y étaient précédemment placées.

## Liste des genres
Selon Angiosperm Phylogeny Website (11 décembre 2016) et NCBI (11 décembre 2016) (Plus conforme à APGIII puisqu'il incorpore le genre Pelliciera anciennement dans Pellicieraceae) :
- Pelliciera (en)
- Pentamerista (pt)
- Tetramerista (pt)

Selon DELTA Angio (11 décembre 2016) :
- Pentamerista
- Tetramerista

## Liste des espèces
Selon Plants of the World online (POWO) (4 ottobre 2023) :
- genre Pelliciera
  - Pelliciera rhizophorae
- genre Pentamerista
  - Pentamerista neotropica
- genre Tetramerista
  - Tetramerista glabra